# Martin Ashby
Martin Ashby, właśc. Henry Martin Ashby (ur. 5 lutego 1944 w Marlborough) – brytyjski żużlowiec.

## Życiorys
W latach 1968 i 1975 dwukrotnie zakwalifikował się do finałów indywidualnych mistrzostw świata, najlepszy wynik osiągając w 1968 w Göteborgu, gdzie zajął XI miejsce. Trzykrotnie uczestniczył w finałach drużynowych mistrzostw świata, zdobywając 3 medale: dwa złote (Londyn 1968, Norden 1975) oraz srebrny (Rybnik 1969).

## Przynależność klubowa
Wielka Brytania
- Swindon Robins (1961–1967)
- Exeter Falcons (1968–1970)
- Swindon Robins (1971–1980)
- Reading Racers (1980)